# Кункас
Кунка́с (рос. Кункас, башк. Ҡунҡаҫ) — присілок у складі Альшеєвського району Башкортостану, Росія. Входить до складу Чебенлинської сільської ради.
Населення — 31 особа (2010; 74 в 2002).
Національний склад:
- башкири — 100 %